# Воконь
Воко́нь (фр. Vaucogne) — коммуна во Франции, находится в регионе Шампань — Арденны. Департамент — Об. Входит в состав кантона Рамрюпт. Округ коммуны — Труа.
Код INSEE коммуны — 10398.
Коммуна расположена приблизительно в 155 км к востоку от Парижа, в 50 км южнее Шалон-ан-Шампани, в 33 км к северо-востоку от Труа.

## Население
Население коммуны на 2008 год составляло 82 человека.
| 1962 | 1968 | 1975 | 1982 | 1990 | 1999 | 2008 |
| ---- | ---- | ---- | ---- | ---- | ---- | ---- |
| 67   | 69   | 60   | 55   | 68   | 65   | 82   |

## Экономика

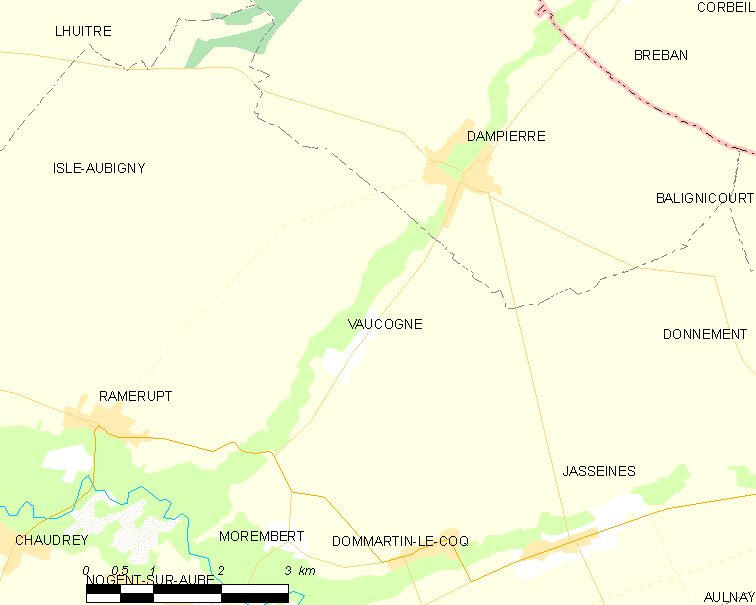
Карта коммуны

В 2007 году среди 43 человек в трудоспособном возрасте (15—64 лет) 35 были экономически активными, 8 — неактивными (показатель активности — 81,4 %, в 1999 году было 73,7 %). Из 35 активных работали 27 человек (16 мужчин и 11 женщин), безработных было 8 (3 мужчины и 5 женщин). Среди 8 неактивных 3 человека были учениками или студентами, 2 — пенсионерами, 3 были неактивными по другим причинам.